# Sericoides subcostata
Sericoides subcostata är en skalbaggsart som beskrevs av Germain 1863. Sericoides subcostata ingår i släktet Sericoides och familjen Melolonthidae. Inga underarter finns listade i Catalogue of Life.